# Wojownik żałobny
Wojownik żałobny (Nisaetus alboniger) – gatunek ptaka drapieżnego z rodziny jastrzębiowatych (Accipitridae). Występuje na Półwyspie Malajskim, Borneo (głównie w północnej części), Sumatrze i okolicznych wyspach. Nie jest zagrożony wyginięciem.
SystematykaTakson ten został po raz pierwszy opisany naukowo w 1845 roku przez Edwarda Blytha, który nadał mu nazwę Nisaëtus alboniger. Holotyp pochodził z Malakki na Półwyspie Malajskim. Później wojownik żałobny otrzymał nazwę Spizaetus alboniger, gdyż gatunki wojowników z Azji były tradycyjnie umieszczane w rodzaju Spizaetus. W 2005 roku na podstawie badań molekularnych uznano, że reprezentują one inną linię rozwojową niż wojowniki z Nowego Świata i powinny zostać przeniesione do osobnego rodzaju. Dla nazwania tego rodzaju wykorzystano używaną poprzednio nazwę Nisaetus. Nie wyróżnia się podgatunków.
MorfologiaUpierzenie jest w przeważającej części czarne. Jedynie klatka piersiowa i brzuch jest biała w czarne plamy i pasy. Oczy mają odcień żółty, dziób – czarny. Osobniki tego gatunku osiągają długość 50–58 cm, a rozpiętość ich skrzydeł wynosi 100–115 cm. Ich masa waha się w okolicach 830 g.
Ekologia i zachowanieŻyją w górskich i pagórkowatych, tropikalnych lasach, na wysokościach od 200 do 1700 m n.p.m. Ptaki zamieszkujące wyspy preferują gęstsze zbiorowiska leśne. Żywią się nietoperzami, jaszczurkami, niewielkimi ssakami oraz mniejszymi ptakami. Polują w powietrzu, poszukując pożywienia poprzez kołowanie powyżej koron drzew.
Gniazdo to gruba platforma z patyków umieszczona w rozwidleniu konarów dużego drzewa, często powyżej koron okolicznych drzew. W zniesieniu prawdopodobnie jedno jajo, ponieważ we wszystkich zgłoszonych lęgach obserwowano tylko jedno pisklę. Okres inkubacji ani okres od wyklucia do opuszczenia gniazda nie są znane. Prawdopodobnie łącznie trwają poniżej czterech miesięcy.
StatusMiędzynarodowa Unia Ochrony Przyrody (IUCN) uznaje wojownika żałobnego za gatunek najmniejszej troski (LC – least concern) nieprzerwanie od 1988 roku. Liczebność światowej populacji szacowano w 2009 roku na około 1000 dorosłych osobników. Trend liczebności populacji uznaje się za spadkowy.